# مدار بسته
مدار بسته فیلمی به کارگردانی و نویسندگی رحمان رضایی ساختهٔ سال ۱۳۶۴ است.

## بازیگران
- حبیب اسماعیلی
- جعفر والی
- منیژه محامدی
- نعمت‌الله گرجی
- فریبا شمس
- مهری ودادیان
- محمود بهرامی
- منوچهر افسری
- فرهاد نیکپور
- شکوفه کوثری
- حمید دلشکیب
- نصرالله برادران
- رضا امیریان
- شادروان (بازیگر)
- مریم فرخ‌نیا
- علی حق‌فروش
- محمد درستکار
- فضل‌الله حامدی
- افشین کاتبی
- بهروز مشهدی
- حسین نوری
- غلامحسین میرزایی
- کریم نشاط
- خسرو شاه‌کرمی
- سیامک سراج‌زاده
- ارغوان اشتری